# Макнэми, Джессика
Джессика Макнэми́ (англ. Jessica McNamee; род. 16 июня 1986 или 21 февраля 1986, Сидней) — австралийская актриса.

## Биография

### Ранние годы
Джессика Макнэми родилась в 1986 году в Сиднее, Австралия. Родители — Питер и Хелен Макнэми. У Джессики есть две старших сестры, одна из которых актриса Пенни Макнэми, а также старший брат. В свободное время увлекается фитнесом, йогой, бегом и вейкбордингом.

### Карьера
Джессика дебютировала на телевидении в 2007 году, снявшись в сериале «Домой и в путь». В 2009 году участвовала в 9 сезоне австралийской версии телепередачи «Танцы со звездами». Наиболее известна по роли в сериале «В гости к Рафтерсам», в котором снималась с 2008 по 2013 год.
В 2009 году снялась в фильме «Любимые», в 2012 году — «Клятва». С 2014 по 2015 год играла одну из главных ролей в сериале «Сирены». В 2017 году вышли фильмы с её участием «Калифорнийский дорожный патруль», «Битва полов» и «Мег: Монстр глубины».
В апреле 2021 года вышел фильм «Мортал Комбат», в котором Джессика сыграла Соню Блейд.

### Личная жизнь
В апреле 2019 года вышла замуж за Патрика Карузо.

## Фильмография
| Год       |     | Русское название                | Оригинальное название | Роль           |
| --------- | --- | ------------------------------- | --------------------- | -------------- |
| 2007      | с   | Домой и в путь                  | Home and Away         | Лиза Даффи     |
| 2007      | тф  | Хаммер Бэй                      | Hammer Bay            | Аманда Блэкли  |
| 2008—2013 | с   | В гости к Рафтерсам             | Packed to the Rafters | Сэмми Рафтер   |
| 2009      | ф   | Любимые                         | The Loved Ones        | Миа Валентини  |
| 2011      | кор | 50 на 50                        | 50-50                 | Нелли Кэмерон  |
| 2012      | тф  | Сомнения                        | Scruples              | Мэгги          |
| 2012      | ф   | Клятва                          | The Vow               | Гвен           |
| 2013      | с   | Белый воротничок                | White Collar          | Пенни Чейз     |
| 2014—2015 | с   | Сирены                          | Sirens                | Тереза Келли   |
| 2014      | с   | Время наших жизней              | The Time of Our Lives | Лиза Монтего   |
| 2017      | ф   | Калифорнийский дорожный патруль | CHiPs                 | Линдсей Тейлор |
| 2017      | ф   | Битва полов                     | Battle of the Sexes   | Маргарет Корт  |
| 2018      | ф   | Сосед                           | The Neighbor          | Дженна         |
| 2018      | ф   | Мег: Монстр глубины             | The Meg               | Лори           |
| 2019      | с   | Навстречу тьме                  | Into the Dark         | Рейчел Адамс   |
| 2019      | ф   | Саранча                         | Locusts               | Иззи           |
| 2020      | ф   | Хищные воды: Западня            | Black Water: Abyss    | Дженнифер      |
| 2021      | ф   | Мортал Комбат                   | Mortal Kombat         | Соня Блейд     |
| 2022      | ф   | Посетитель                      | The Visitor           | Майя Иден      |
| 2022      | с   | Пианино                         | Upright               | Эвери          |
|           | ф   | Мортал Комбат 2                 | Mortal Kombat 2       | Соня Блейд     |